# Sofi Lindstedt
Sofia "Sofi" Kristina Lindstedt, född Engström 26 oktober 1856 i Gustavi församling, Göteborgs och Bohus län, död 26 juli 1933 i Bromma församling, Stockholms stad, var en svensk rösträttsaktivist och lokalpolitiker. 
Lindstedt gifte sig 1884 med provinsialläkaren Adolf Fredrik Lindstedt (1847–1915) i Ängelholm. De fick tillsammans barnen Sigrid Matilda Lindstedt (1885–1950) och civilingenjören Gustaf Adolf Lindstedt (1886–1937).
Hon var verksam i kampanjen för införandet av kvinnlig rösträtt i Sverige och ordförande för Föreningen för kvinnans politiska rösträtt i Ängelholm 1904–1914. 
Hon blev 1911 en av de första 37 kvinnor som valdes till stadsfullmäktige i Sverige, och den första kvinnan i Ängelholms stadsfullmäktige.